# Pilotes officiels Mini
Cette page répertorie tous les pilotes de toutes disciplines ayant évolué sur une Mini en course automobile.

## Rallye

### Mini WRC Team / WRC Team Mini Portugal
| Saison | Championnat | Équipe                 | Voiture         | Pilote         | 1          | 2       | 3       | 4       | 5       | 6      | 7      | 8       | 9       | 10      | 11      | 12     | 13     | Classement | Points |
| ------ | ----------- | ---------------------- | --------------- | -------------- | ---------- | ------- | ------- | ------- | ------- | ------ | ------ | ------- | ------- | ------- | ------- | ------ | ------ | ---------- | ------ |
| 2011   | WRC         | Mini WRC Team          | Mini Cooper WRC | Dani Sordo     | SUE        | MEX     | POR     | JOR     | ITA 6   | ARG    | GRE    | FIN RET | ALL 3   | AUS     | FRA 2   | ESP 4  | GBR 19 | 8          | 59     |
| 2011   | WRC         | Mini WRC Team          | Mini Cooper WRC | Kris Meeke     | SUE        | MEX     | POR     | JOR     | ITA RET | ARG    | GRE    | FIN RET | ALL RET | AUS     | FRA RET | ESP 5  | GBR 4  | 11         | 25     |
| 2012   | WRC         | Mini WRC Team          | Mini Cooper WRC | Dani Sordo     | MON 2      |         |         |         |         |        |        |         |         |         |         |        |        | 11         | 35     |
| 2012   | WRC         | Mini WRC Team          | Mini Cooper WRC | Pierre Campana | MON 7      |         |         |         |         |        |        |         |         |         |         |        |        | 20         | 6      |
| 2012   | WRC         | Mini WRC Team          | Mini Cooper WRC | Patrik Sandell |            | SUE     |         |         |         |        |        |         |         |         |         |        |        |            |        |
| 2012   | WRC         | WRC Team Mini Portugal | Mini Cooper WRC | Armindo Araújo |            | SUE 15  | MEX 7   | POR 15  | ARG RET | GRE 11 | NZE 8  | FIN 15  |         |         |         |        |        | 15         | 11     |
| 2012   | WRC         | WRC Team Mini Portugal | Mini Cooper WRC | Paulo Nobre    |            | SUE RET | MEX RET | POR RET | ARG RET | GRE 17 | NZE 17 | FIN 38  | ALL RET | GBR RET | FRA RET | ITA 19 | ESP 30 |            |        |
| 2012   | WRC         | WRC Team Mini Portugal | Mini Cooper WRC | Chris Atkinson |            |         |         |         |         |        |        |         | ALL 5   | GBR 11  | FRA 8   | ITA 6  | ESP 7  | 12         | 28     |
| 2012   | Autres      | WRC Team Mini Portugal | Mini Cooper WRC | Armindo Araújo | POR (es) 6 |         |         |         |         |        |        |         |         |         |         |        |        |            |        |

### Équipes satellites

#### Prodrive WRC Team
| Saison | Championnat | Équipe            | Voiture         | Pilote             | 1           | 2       | 3   | 4       | 5   | 6   | 7     | 8   | 9     | 10  | 11      | 12  | 13    | Classement | Points |
| ------ | ----------- | ----------------- | --------------- | ------------------ | ----------- | ------- | --- | ------- | --- | --- | ----- | --- | ----- | --- | ------- | --- | ----- | ---------- | ------ |
| 2012   | WRC         | Prodrive WRC Team | Mini Cooper WRC | Dani Sordo         | MON         | SUE RET | MEX | POR 11  | ARG | GRE | NZE 6 | FIN | ALL 9 | GBR | FRA RET | ITA | ESP 9 | 11         | 35     |
| 2012   | WRC         | Prodrive WRC Team | Mini Cooper WRC | Patrik Sandell     | MON         | SUE 8   | MEX | POR RET | ARG | GRE | NZE   | FIN | ALL   | GBR | FRA     | ITA | ESP   | 24         | 4      |
| 2012   | WRC         | Prodrive WRC Team | Mini Cooper WRC | Jarkko Nikara (en) | MON         | SUE     | MEX | POR     | ARG | GRE | NZE   | FIN | ALL   | GBR | FRA     | ITA | ESP 5 | 16         | 10     |
| 2012   | Autres      | Prodrive WRC Team | Mini Cooper WRC | Dani Sordo         | POR (es) 3  |         |     |         |     |     |       |     |       |     |         |     |       |            |        |
| 2012   | Autres      | Prodrive WRC Team | Mini Cooper WRC | Patrik Sandell     | POR (es) NC |         |     |         |     |     |       |     |       |     |         |     |       |            |        |

## Sources
- EWRC-Results.com